# Perzejev krak
Perzejev krak, spiralni krak naše galaktike Kumove slame. Perzejev se krak nalazi 7000 svjetlosnih godina od središta.